# 第1偵察戦闘大隊
第1偵察戦闘大隊（だいいちていさつせんとうだいたい、JGSDF 1st Reconnaissance Combat Battalion）は、陸上自衛隊朝霞駐屯地（東京都練馬区）に駐屯する第1師団隷下の機甲科（偵察戦闘）部隊である。

## 概要
大隊長は2等陸佐が充てられ、第1師団の情報収集専任部隊として師団の行動に必要な情報を偵察警戒車、軽装甲機動車および偵察用オートバイなどの車両や各種偵察用器材を使用して収集する偵察中隊と機動戦闘車を装備し戦闘任務にあたる戦闘中隊から編成され、任務にあたる。
部隊のシンボルマークに麒麟を掲げる。

## 沿革
2022年（令和4年）3月17日：第1師団の地域配備師団化に伴い、第1戦車大隊（駒門駐屯地）と第1偵察隊（練馬駐屯地）を廃止・統合の上、第1偵察戦闘大隊（約290人）が朝霞駐屯地において編成完結。

## 部隊編成
- 第1偵察戦闘大隊本部
- 本部管理中隊「1偵戦-本」：16式機動戦闘車、82式指揮通信車、1トン半救急車、1/2tトラック

- 偵察中隊「1偵戦-偵」：87式偵察警戒車、軽装甲機動車、偵察用オートバイ、地上レーダ装置1号(改) JTPS-P23
- 戦闘中隊「1偵戦-戦」：16式機動戦闘車、96式装輪装甲車、軽装甲機動車、偵察用オートバイ

## 主要装備
- 16式機動戦闘車
- 87式偵察警戒車
- 96式装輪装甲車
- 軽装甲機動車
- 地上レーダー
- 野戦情報探知装置
- 偵察用オートバイ
- 1/2tトラック / 73式小型トラック
- 1 1/2tトラック / 73式中型トラック
- 3 1/2tトラック / 73式大型トラック
- 89式5.56mm小銃
- M6C-640T（60mm迫撃砲）

## 整備支援部隊
- 第1後方支援連隊第2整備大隊偵察戦闘直接支援隊「1後支-2整-偵戦」（朝霞駐屯地）：2022年（令和4年）3月17日から